# Anerbenrecht
Als Anerbenrecht bezeichnet man die Vererbung eines landwirtschaftlichen Anwesens an einen einzigen Erben, damit es geschlossen erhalten bleibt. Es handelt sich dabei um eine Sondererbfolge in den Hof. Der Hof wird – getrennt vom sonstigen Vermögen, das nach allgemeinen Regeln vererbt wird – nach den besonderen Regeln auf den Anerben vererbt. In der feudalen Tradition entspricht die Primogenitur dem Anerbenrecht. Der Gegensatz hierzu ist die Realteilung.
Die Höfe, die dem Anerbenrecht unterliegen, werden Erbhof genannt, in Tirol (Bundesland Tirol und Autonome Provinz Bozen-Südtirol) Geschlossener Hof.

## Geschichte
Das Anerbenrecht ist eine Übertragung der feudalen Sippschaftsstrukturen auf den Bauernstand. Dieser findet in Mitteleuropa erst ab dem ausgehenden Hochmittelalter statt. Davor war Grundbesitz prinzipiell entweder im Rahmen von Allmendgemeinschaften geregelt oder herrschaftlich und wurde im Rahmen des Lehenswesens leihweise übergeben. Parallel entwickelte sich eine Erbpacht. Ab dem Aufkommen einer freien Bauernschaft, die eine familiäre Erbfolge auch im vierten Stand überhaupt erst ermöglichte, führte die Realteilung zu einer fortschreitenden Zerstückelung der Anwesen (dazu gehören die Begriffe der Grundgröße wie Halbhof, Viertelhof, bis hin zu Sechzehntelhöfen), und in Folge auch zu einer wieder zunehmenden Verarmung der Landbevölkerung, weil ihre immer kleiner werdenden Landwirtschaften sie nicht mehr ernähren konnten. Daher ging man in vielen Gegenden auf die erbrechtlichen Institute des germanischen Rechts über (respektive zurück), das die Aufteilung verhindert.
In Gebieten mit Anerbenrecht ist der Abwanderungsdruck durch die nicht erbenden Parteien, die alles verlieren, größer als bei der Realteilung, wo jeder Erbe seinen Anteil des Lands bekommt. 
Alle anderen, durch den Anerben ausgeschlossenen Erben wurden weit unter dem wirklichen Wert abgefunden. Ihnen boten sich als Alternativen: Erwerb eines eigenen Hofes durch Kauf oder Einheirat, Arbeit als Knecht oder Magd und damit ein Absinken in die Schicht der landlosen dörflichen Bevölkerung, Erwerbstätigkeit im städtischen oder ländlichen Handwerk, die Seefahrt, Ab- oder Auswanderung in Neusiedlungsräume (wie Binnenkolonisation, also Wiederbevölkerungsmaßnahmen nach Seuchen oder Kriegen, oder in die Neue Welt).
Statistische Auswertungen etwa in Baden-Württemberg ergaben jedoch, dass daraus kein Fortzugsmechanismus abzuleiten ist. Die Abwanderung war stärker von individuellen Mobilitätsgewinnen als von Erbverhältnissen abhängig.
Entgegen der landläufigen Vorstellung, dass immer der älteste Sohn ein gewisses Vorrecht auf das elterliche Anwesen hat (Majorat), gab es davon auch stark abweichende Regelungen. Im hochstift-augsburgischen Amtmannamt Pfronten beispielsweise erhielt vor 1800 zunächst immer der jüngste Sohn den Hof (Minorat). Gab es keinen männlichen Erben, dann hatte die älteste Tochter den Vorzug. Diese Regelung ist „nach uraltem Landbrauch“ 1840 auch für die ehemals montfortische Grafschaft Rothenfels (Immenstadt) bezeugt.
Die Eigentumsordnung für die Grafschaft Ravensberg vom 8. November 1669 bestätigt ebenfalls das Anerbenrecht als althergebrachtes Jüngstenrecht. Falls ein Sohn nicht erben kann, tritt die jüngste Tochter an die Stelle; Kinder erster Ehe gehen denen anderer Ehen in der Erbfolge vor. Dasselbe ist etwa aus der Tiroler Brennerregion überliefert, der Brauch verschwand bereits zu Ende des 18. Jahrhunderts. Auch in der Wesermarsch und der Delmenhorster Geest galt das Jüngstenrecht.

### Siedlungsgeographie
Die Siedlungsgeographie betrachtet die am Flurbild ablesbaren Unterschiede zwischen Gebieten des Anerbenrechts und solchen der Realteilung.

## Nationales

### Deutschland

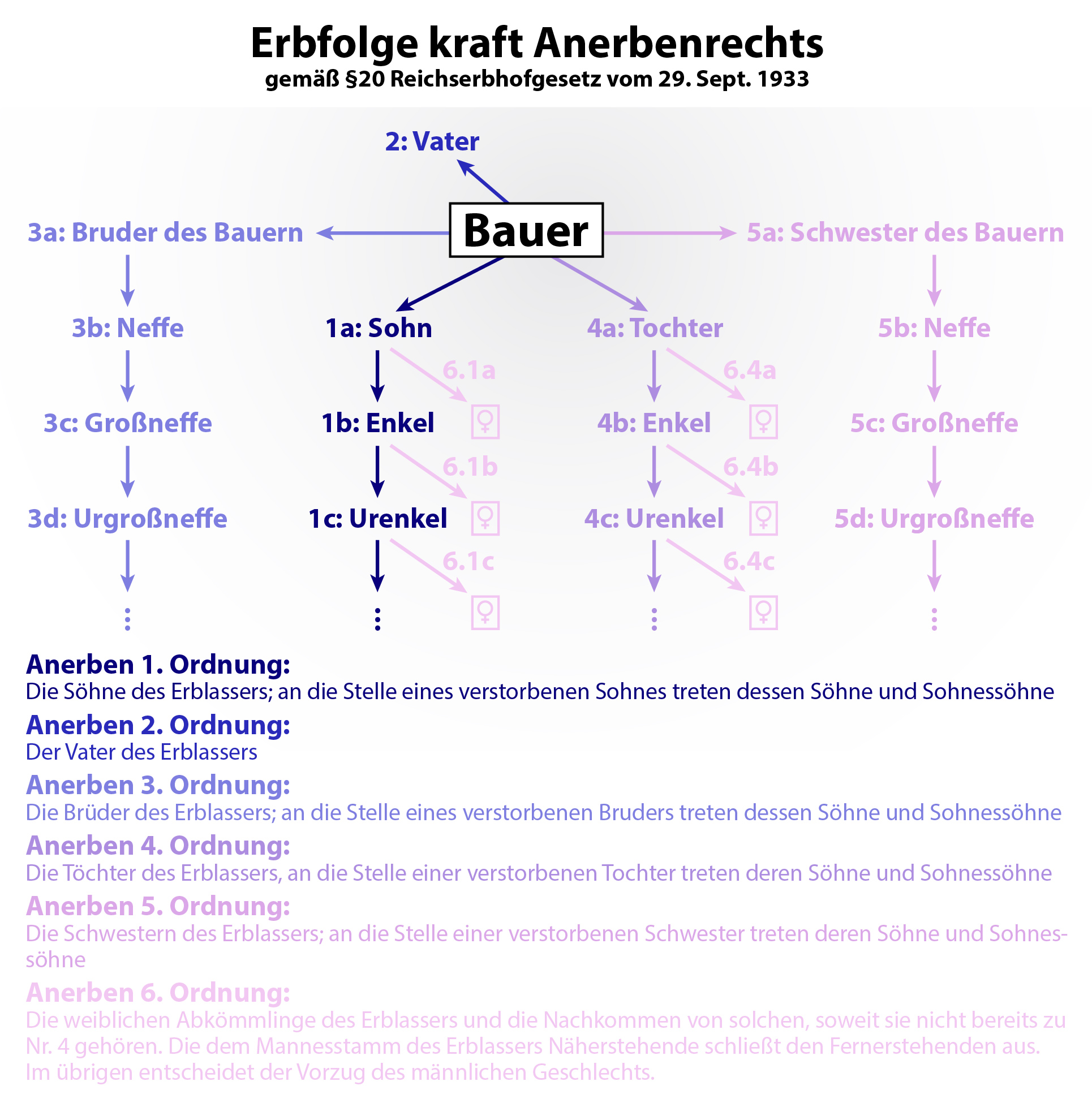
Die Anerbeordnung im Dritten Reich

Für Deutschland sieht das BGB keine Anerbenrechte vor, in einzelnen Bundesländern bestehen jedoch noch landesrechtliche Anerbenrechte (vgl. Art. 64 EGBGB). Es ist also immer zu prüfen, ob der Hof in einem Anerben-Land liegt und ob Anerbenrecht oder BGB-Landguterbrecht zur Anwendung kommt.

#### Anerbenrechte
- In Bayern, Berlin, Brandenburg, Mecklenburg-Vorpommern, im Saarland, in Sachsen, Sachsen-Anhalt sowie Thüringen gibt es jeweils kein Anerbenrecht. Für Brandenburg liegt jedoch der Entwurf einer Höfeordnung vor.[7]
- In den Ländern Hamburg, Niedersachsen, Nordrhein-Westfalen und Schleswig-Holstein existiert als partielles Bundesrecht[8] die Höfeordnung von 1947.
- Besondere Landes-Anerbenrechte gibt es in Bremen (Bremisches Höfegesetz von 1899),[9] Rheinland-Pfalz (Höfeordnung Rheinland-Pfalz von 1953),[10] Hessen (Hessische Landgüterordnung von 1947)[11] und dem ehemaligen Südbaden (Badisches Hofgütergesetz von 1898).[12] Im übrigen Baden-Württemberg galt das württembergische Anerbengesetz von 1930;[13] seit dem 1. Januar 2001 ist dieses nur noch anwendbar, wenn der Erblasser vor dem 1. Januar 1930 geboren war.[14]

Zu beachten ist, dass nicht alle Anerbenrechte eine Sondererbfolge kennen. Das Badische Hofgütergesetz (§ 10) und die Hessische Landgüterordnung (§ 11) sehen nur ein vermächtnisähnliches Recht des Anerben vor, den Hof aus der Erbschaft herauszuverlangen. Während bei den anderen Anerbenrechten der Hof im Wege der Sondererbfolge von selbst und automatisch (Vonselbsterwerb) an den Hoferben übergeht, muss nach dem badischen und hessischen Anerbenrecht der Hof von der Erbengemeinschaft auf den Anerben übertragen werden. 
Wichtig ist, dass die Geltung des Anerbenrechts immer eine besondere Qualifikation des Hofes als Anerbenhof voraussetzt, die zumeist durch Eintragung in die sog. Höferolle oder Eintragung als Hofgut im Grundbuch herbeigeführt wird. Fehlt es hieran, wird der Hof nach allgemeinem BGB-Erbrecht vererbt. Anerbenrechte sind keine Zwangserbrechte. Der Erblasser kann also durch Testament eine andere Erbfolge als die Anerbenfolge bestimmen.

#### BGB-Landguterbrecht
Gilt für den Hof kein Anerbenrecht, wird er nach ganz normalem Erbrecht vererbt. Es können dabei die besonderen Bestimmungen des BGB-Landguterbrechts (§ 2049 und § 2312 BGB) zur Anwendung kommen. Diese können bewirken, dass der Hof von einem vom Erblasser bestimmten Übernehmer zu Vorzugsbedingungen übernommen werden kann oder dass ein Pflichtteil weit unter dem eigentlich nach dem Verkehrswert zu errechnenden Pflichtteil auszuzahlen ist.

#### Hofzuweisungsverfahren
Fällt der Hof nach normalem Erbrecht an eine Erbengemeinschaft und greift kein Anerbengesetz im eigentlichen Sinne ein, besteht die Möglichkeit, dass sich einer der Miterben den Hof vom Landwirtschaftsgericht zuweisen lässt. Dieses landwirtschaftliche Zuweisungsverfahren ist in den §§ 13 bis 17 des Grundstücksverkehrsgesetzes geregelt. Wie bei den Anerbengesetzen wird einer der Miterben als Hoferbe bestimmt und ihm der Hof durch Beschluss zugewiesen. In diesem Beschluss wird auch die Abfindung der weichenden Erben unter dem Verkehrswert bestimmt. Letztlich handelt es sich bei der Hofzuweisung auch um eine anerbenrechtliche Regelung, wenn auch in einem weiteren Sinne.

### Österreich
In Österreich wird das Anerbenrecht im Anerbengesetz bundesgesetzlich geregelt; für Kärnten (Kärntner Erbhöfegesetz 1990) und Tirol (Tiroler Höfegesetz, 1900) bestehen eigene Regelungen. 

#### Geschichte des österreichischen Anerbenrechts
In der Habsburgermonarchie wurde schon mit dem Allgemeinen Bürgerlichen Gesetzbuch (ABGB) 1812 auf die Besonderheiten der Eigentumsverhältnisse im bäuerlichen Bereich Bezug genommen (§§ 357 ff.). 
Mit der Revolution 1848/49 wurde die Grundherrschaft abgeschafft und die allgemeinen Bürgerrechte eingeführt (Grundentlastung), und damit auch die völlige Vererbbarkeit der bäuerlichen Besitzungen. In Folge kam es aber im Laufe des späteren 19. Jahrhunderts zu einer zunehmenden Verschuldung der Bauernschaft und zur Zersplitterung des land- und forstwirtschaftlichen Grundbesitzes. Im Jahre 1889 wurde das Reichsgesetz betreffend die Einführung besonderer Erbteilungsvorschriften für landwirtschaftliche Besitzungen mittlerer Größe erlassen.
Weil diese Zivilrechtlichen Bestimmungen das Ende der Monarchie überdauert haben, wurden sie in ein Bundesgesetz übernommen, einzig die Grafschaft Tirol und das Herzogtum Kärnten hatten 1900 respektive 1903 eigene Landesgesetze erlassen, die aber ebenfalls in Bundesrecht übernommen wurden. Auch das Südtiroler Anerbenrecht leitet sich dadurch vom Reichsgesetz 1889 her.

#### Zum Begriff des Erbhofes

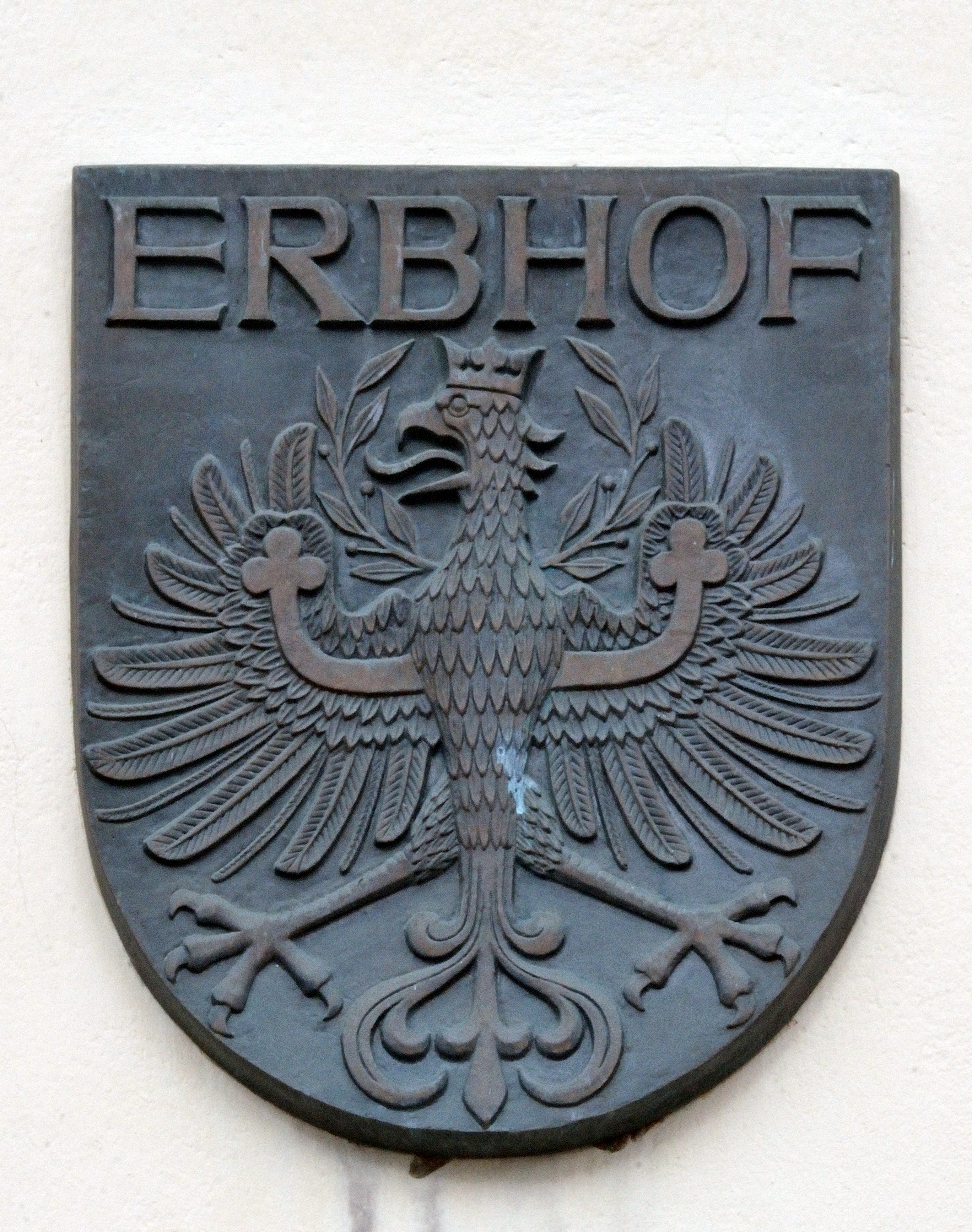
Plakette in Sillian

Als Erbhöfe werden nach § 1 Abs. 1 Anerbengesetz „mit einer Hofstelle versehene land- und forstwirtschaftliche Betriebe, die im Eigentum einer natürlichen Person, von Ehegatten oder eines Elternteils und eines Kindes stehen und mindestens einen zur angemessenen Erhaltung von zwei erwachsenen Personen ausreichenden, jedoch das Zwanzigfache dieses Ausmaßes nicht übersteigenden Durchschnittsertrag haben“ betrachtet, nach § 2.(1) Ktn. Erbhöfegesetz jene, „deren Flächenausmaß wenigstens fünf Hektar beträgt und deren Durchschnittsertrag das Sechsfache des zur Erhaltung einer fünfköpfigen Familie Erforderlichen nicht übersteigt.“ Im Tiroler Recht gibt es keine diesbezügliche Regelung, hier gilt der Eintrag in der Höfeabteilung des Hauptbuches zum Grundbuch.
Unter den Begriff fallen auch obst- und weinbauliche Betriebe und andere Sonderformen, rein forstwirtschaftliche Betriebe sind jedoch keine Erbhöfe.
Der Begriff der mittleren Größe, der schon zu Monarchiezeiten eingeführt wurde, gilt durch diese Regelungen bis heute. Dadurch ist das Anerbenrecht ein ausdrückliches Werkzeug zum Schutz der kleinbäuerlichen Wirtschaftstrukturen. Die Untergrenze spielt diesbezüglich insofern eine Rolle, dass sich Erbhof und Nebenerwerbslandwirtschaft weitgehend ausschließen, der Beruf des Landwirts also damit ebenfalls gestützt wird. Daher wird das Anerbenrecht österreichweit bis heute gepflegt.
In Tirol heißt der Erbhof speziell – wie in Südtirol – geschlossener Hof.

In manchen Bundesländern wird ein Bauernhof – abweichend vom gesetzlichen Begriff – als Erbhof ausgezeichnet, wenn dieser mindestens 200 Jahre durchgehend im Besitz ein und derselben Familie ist. Der Titel wird vom Land vergeben. Solche Höfe werden mit einer Eisentafel an der Eingangstür gekennzeichnet.

#### Besondere Erbfolge
Sollte die gesetzliche Erbfolge zum Tragen kommen, kann der Erbhof nur von einer Person (dem Anerben) geerbt werden. Sollten sich die Erben nicht auf diese Personen einigen können, wird nach einer bestimmten Rangordnung (§ 3 Anerbengesetz) vorgegangen. So werden beispielsweise Nachkommen mit land- und forstwirtschaftlicher Ausbildung oder Nachkommen, die am Erbhof aufwachsen bzw. aufwuchsen, bevorzugt. Zwischen Erben mit gleicher Voraussetzung entscheidet das Alter (je nach örtlichem Brauch wird der Älteste oder der Jüngste bevorzugt).
Mit Ausnahme von Tirol kann das Anerbenrecht per Testament umgangen werden. 

#### Erbteilung
Der Erbhof wird vom restlichen Nachlass abgetrennt und dem Anerben eingeantwortet. Anstelle des Erbhofes hat die Verlassenschaft (und damit die Erben) einen Anspruch auf Zahlung des Übernahmepreises gegenüber dem Anerben. Der Preis ist vom Verlassenschaftsgericht festzusetzen, sofern die Erben sich darüber nicht einigen.
Das Pflichtteilsrecht wird durch die Erbteilungsvorschriften nicht berührt, es bezieht sich nie auf die gesamte Erbmasse, sondern nur den Hof an sich. Pflichterbteile werden anderweitig abgegolten (als Geldforderungen). Eine Besonderheit ist aber die Bestimmung, nach der die Erb- und Pflichtteilsansprüche der weichenden Erben nicht nach dem Verkehrswert, sondern nach dem viel niedrigeren Übernahmspreis (Übernahmswert) festzulegen sind. Das soll die wirtschaftliche Existenzfähigkeit des Betriebs sicherstellen. Der Anerbe genießt im Interesse der Erhaltung des Erbhofes eine bevorzugte Stellung: „Er wird gewollt begünstigt.“
Das Anerbenrecht kennt außerdem Aufschub der Erbteilung, wenn der Anerbe minderjährig ist (Nachtragserbteilung). wie auch Versorgungsansprüche für minderjährige Erben.

### Südtirol
In Südtirol wird die unteilbare Hofanlage als Geschlossener Hof bezeichnet, während Erbhof heute eine Auszeichnung für sehr lange in einer Familie befindliche Höfe darstellt.
Der geschlossene Hof muss die Möglichkeit bieten, einen Jahresdurchschnittsertrag zu erwirtschaften, der einen angemessenen Unterhalt einer bäuerlichen Familie von mindestens vier Personen gewährleistet. Das Dreifache eines solchen Ertrages darf nicht überschritten werden. Rechtliche Grundlage dafür ist das Höfegesetz (zuletzt Landesgesetz 17/2001).
Als geschlossene Höfe gelten Liegenschaften, die – auf Antrag des Eigentümers – von der Höfekommission als solche erklärt werden. In der Regel handelt es sich um landwirtschaftliche Grundstücke mit den dazugehörigen landwirtschaftlichen Gebäuden. Der geschlossene Hof ist auch im Erbwege unteilbar.
Laut Landwirtschaftszählung 2010 gibt es in Südtirol ca. 20.200 landwirtschaftliche Betriebe. Davon sind ungefähr 13.300 Höfe als geschlossene Höfe eingetragen, also weit mehr als die Hälfte. 
Hofübergabe
Die Übergabe des geschlossenen Hofes kann durch Kaufvertrag, Schenkung oder durch ein Testament erfolgen.
- Gesetzliche Erbfolge: Wurde zu Lebzeiten des Eigentümers kein Hofübernehmer bestimmt und gelangen die Erben zu keiner Einigung, so wird der Hofübernehmer vom Gericht bestimmt.
- Abfindung der Erben: Die Abfindung der weichenden Erben erfolgt in Geldform, wobei sich die Höhe des Übernahmewertes nach dem durchschnittlichen Jahresertrag des Hofes richtet.
- Ausgedinge: Darunter versteht man das Recht des überlebenden Ehepartners auf angemessenen Unterhalt auf Lebzeiten. Diese Unterhaltspflicht tritt nur bei der Übertragung des Hofes durch Erbteilung nach der gesetzlichen Erbfolge in Kraft. Sie kann auch bei der Hofübergabe durch Kauf oder Schenkung zugunsten des Übergebers und seines Ehepartners und zu Lasten des Hofübernehmers als Reallast im Grundbuch eingetragen werden (Absicherung des Altenteils).[28]